# フェッルッチョ・ヴァルカレッジ
フェッルッチョ・ヴァルカレッジ（Ferruccio Valcareggi、1919年2月12日 - 2005年11月2日）は、イタリア・トリエステ出身の元同国監督で元サッカー選手。

## 監督時代
現役時代は、ACミラン、 フィオレンティーナ、ボローニャなどでプレーした。
1966年、ワールドカップ・イングランド大会でイタリア代表が北朝鮮に敗北して、グループリーグで敗退したことから、大会後すぐにエレニオ・エレーラと共同で代表監督に就任、1967年から単独で監督となり、1974年まで イタリア代表監督を務め、1968年の欧州選手権で優勝、1970年のワールドカップ・メキシコ大会で準優勝に導いた。その後、1979年から1984年までイタリアB代表を指導した。
クラブチームでは、アタランタ、ASローマなどを率いた。

## 獲得タイトル
イタリア
- 欧州選手権 : 1968
- ワールドカップ準優勝 : 1970

個人
- セミナトーレドーロ : 1956–57, 1972–73
- フィオレンティーナの殿堂
- イタリアサッカーの殿堂 : 2011